# Майкл Холт (DC Comics)
Майкл Холт (англ. Michael Holt) — супергерой, который появляется в американских комиксах издательства DC Comics. Персонаж был создан Джоном Острандером и Тимом Мандрейком и он впервые появился в Spectre (том 3) #54 (июнь 1997). Холт — второй персонаж, который носит кодовое имя Мистер Террифик (англ. Mister Terrific), заменив Терри Слоуна. Будучи Мистером Террификом, этот персонаж часто связан с Обществом Справедливости Америки, выступая в качестве видного члена и председателя этого общества.
Биография Холта менялась на протяжении всей его истории, но обычно его изображают как высокоинтеллектуального афроамериканца, стремящегося к совершенству, что принесло ему огромные почести, богатство и спортивную форму, пока не наступила безвременная кончина его жены. Впав в депрессию, он подумывает о самоубийстве, пока божественное вмешательство не приводит к тому, что он узнаёт о Слоуне. Вдохновившись им, он берёт себе кодовое имя «Мистер Террифик», придерживаясь концепции «Честной игры», и чтит свою супругу-гуманистку, помогая другим. В качестве Мистера Террифика Холт считается одним из самых умных и богатых людей на Земле и выдающимся мастером боевых искусств. Будучи постоянным участником ОСА, персонаж также был членом Лиги справедливости и возглавлял свою собственную команду «Террифики».
Холт был адаптирован во многих работах. В анимационных телесериалах и фильмах персонажа озвучивали, среди прочих, Майкл Бич, Ганнибал Баресс и Кевин Майкл Ричардсон. Эко Келлам изображал версию персонажа по имени Кёртис Холт в сериале The CW «Стрела» из Вселенной «Стрелы». Эди Гатеги исполнил роль персонажа в фильме 2025 года «Супермен», действие которого происходит во Вселенной DC (DCU).

## История публикации
Майкл Холт был создан Джоном Острандером и Тимом Мандрейком и он впервые появился в Spectre (том 3) #54 (июнь 1997).
В 2011 году, в рамках перезапуска вселенной DC под названием The New 52, Мистер Террифик получил одноимённую продолжительную серию комиксов писателя Эрика Уоллеса и художника Роджера Робинсона. Холт начинает носить новый костюм, придуманный Калли Хамнером.
12 января 2012 года серия комиксов Mister Terrific была отменена вместе с пятью другими сериями из-за низких продаж. Серия заканчивается тем, что Террифик перемещается в параллельную вселенную, что приводит к его появлению на Земле-2.

## Биография персонажа
Майкл Холт — вундеркинд, который с юных лет демонстрировал развитый интеллект, постигая труды физиков Нильса Бора, Альберта Эйнштейна, Макса Планка и Ричард Фейнман. Прежде чем стать супергероем, Холт получил 14 степеней доктора философии и сам стал мультимиллионером и олимпийским чемпионом по десятиборью. Холт был отмечен как самый умный член ОСА и третий по умственному развитию человек в мире.
Холт подумывал о самоубийстве после гибели своей жены Полы и нерожденного ребёнка в автокатастрофе. Его прежний атеизм усугубился травмой, и он перестал верить в души и реинкарнацию. Однако Спектр (Джим Корриган) вдохновляет его стать супергероем Мистером Террификом, вдохновившись Терри Слоуном. Холт присоединяется к действующему Обществу Справедливости Америки (ОСА) и в конечном итоге становится его председателем.

Холт на обложке JSA #76 от Алекса Росса, во время сюжетной линии Infinite Crisis

### One Year Later
В сюжетной линии One Year Later Холт присоединяется к разведывательному управлению «Шах и Мат», из-за чего ему приходится уступить свой пост председателя ОСА Пауэр Гёрл.

### Смерть и возвращение
В Justice Society of America (том 3) злодей низкого уровня Солитер берет нескольких заложников и требует, чтобы Дикий Кот показался. Мистер Террифик удаляется в свою лабораторию, а остальная команда отправляется на помощь Дикому Коту. Всеамериканский парень наносит Мистеру Террифику удар в спину, притворившись, что его разум находится под чужим контролем. Холт тяжело ранен, но Доктор Фейт исцеляет его, и он нападает на Всеамериканского парня, который, как выясняется, является переодетым Малышом Карневилом.

### DC Rebirth
В The Terrifics Мистер Террифик присоединяется к одноимённой команде вместе с Метаморфо и Пластичным человеком после того, как они подвергаются воздействию энергии Тёмной Мультивселенной, которая связывает их друг с другом.
В The New Golden Age Мистер Террифик усыновляет бывшего помощника Терри Слоуна по прозвищу Эрудит после того, как тот переносится в настоящее время.

## Навыки, способности и ресурсы
Несмотря на то, что Майкл Холт не обладает врождёнными сверхспособностями, он считается сверхгением и изобретателем, имеющим более десятка докторских степеней во многих областях науки, включая медицину, инженерное дело, юриспруденцию, математику и физику. Холт также владеет собственной компанией в области кибертехнологий и считается прирождённым лидером. Холт также является прирождённым спортсменом, находящимся на пике спортивной формы, его называют золотым призёром Олимпийских игр в десятиборье. Его атлетизм также делает его искусным мастером боевых искусств с чёрными поясами в шести различных дисциплинах.
Террифик также обладает передовыми технологиями; униформа и снаряжение Холта были разработаны с использованием маски, которая одновременно служит системой связи и позволяет ему обнаруживать различные формы энергии. Нанотехнологии в его костюме скрывают его от технологий, не позволяя обнаружить себя радарам и аудиосенсорам. Его величайшие изобретения, «Т-сферы», представляют собой дистанционно управляемые роботизированные сферы с множеством функций, которые включают в себя голографическую проекцию, взлом других машин и генерирование энергетических импульсов.

## Другие версии
- Вариант Майкла Холта из альтернативной вселенной Земля-2 появляется в Justice Society of America (том 3). Эта версия является профессором колледжа, который стал набожным христианином после того, как жена чуть не погибла в результате аварии.[33][34]
- Вариант Майкла Холта из альтернативной вселенной появляется в Flashpoint.[35]
- Вариант Майкла Холта из альтернативной вселенной появляется в DCeased: A Good Day to Die. Он пытается найти лекарство от вируса Уравнения анти-жизни, пока его не убивает заражённая Большая Барда.

## Вне комиксов

### Телевидение

Мистер Террифик в «Лиге справедливости: Без границ»

- Майкл Холт / Мистер Террифик появляется в «Лига справедливости: Без границ», где его озвучивает Майкл Бич.[36] Эта версия является членом Лиги Справедливости, который в конечном итоге становится координатором миссии группы после того, как Дж’онн Дж’онзз уходит с действительной службы.
- Майкл Холт появляется в эпизоде «Hunted» из мультсериала «Берегись Бэтмена», где его озвучивает Гэри Энтони Уильямс.[36] Эта версия является бизнесменом.
- Персонаж по имени Кёртис Холт, основанный на Майкле Холте / Мистере Террифике, появляется в сериалах, действие которых разворачивается во Вселенной «Стрелы», где его роль исполняет Эко Келлам:[37]
  - Кёртис был впервые представлен в четвёртом сезоне «Стрелы» в качестве члена Palmer Technologies, и он состоит в отношениях с мужчиной по имени Пол, создателем Т-сфер, и является фанатом Зелёной стрелы. В пятом сезоне Кёртис присоединяется к «Команде Стрелы» в их линчевательской деятельности, взяв себе имя «Мистер Террифик» в честь своего любимого рестлера Терри Слоуна.[38] В шестом сезоне начинает онлайн-бизнес и покидает Команду Стрелы, чтобы создать отдельную группу с Диной Дрейк и Рене Рамиресом. В седьмом сезоне и восьмом сезонах Кёртис покидает Стар-Сити, чтобы работать в Вашингтоне, хотя он возвращается, чтобы помочь Команде Стрелы в борьбе с Девятым Кругом и Грантом Уилсоном, помочь Зелёной стреле найти оружие, способное убить Монитора, спасти Уильяма Клейтона и присутствовать на похоронах Зелёной стрелы после того, как он умирает, предотвратив Кризис.
  - Кёртис появляется в мультсериале «Борцы за свободу: Луч».[36]
- Майкл Холт / Мистер Террифик появляется в мультсериале «Лига справедливости: Экшн», где его озвучивает Ганнибал Баресс.[39][36] Эта версия является самопровозглашённым третьим самым умным человеком в мире, бывшим вундеркиндом и соседом Мартина Стайна по комнате в колледже.

### Кино
- Вариант Майкла Холта / Мистера Террифика из альтернативной вселенной по имени Мистер Хоррифик появляется в эпизодической роли без слов в мультфильме «Лига Справедливости: Кризис двух миров» в качестве второстепенного члена Преступного Синдиката под командованием Супервумен.
- Вариант Майкла Холта из альтернативной вселенной появляется в мультфильме «Лига Справедливости: Боги и монстры», где его озвучивает Ариф С. Кинчен.[36] Эта версия является учёным, участвующим в «Проекте „Честная игра“» Лекса Лютора, программе на случай непредвиденных обстоятельств, призванной при необходимости противостоять Лиге Справедливости из их вселенной. После того, как трое их коллег-учёных были убиты, Холт и остальные учёные попытались перегруппироваться, но были убиты Металлическими людьми.
- Майкл Холт / Мистер Террифик появляется в мультфильме «Лига справедливости против Смертоносной пятерки», где его озвучивает Кевин Майкл Ричардсон.[40][36] Эта версия является партнёром Лиги Справедливости.
- Майкл Холт / Мистер Террифик появляется в мультфильме «Несправедливость», где его озвучивает Эдвин Ходж.[41][36]
- Майкл Холт / Мистер Террифик появляется в мультфильме «Лига Справедливости: Кризис на бесконечных землях», где его озвучивает Ато Эссандо.[42][36]
- Майкл Холт / Мистер Террифик появляется в фильме «Супермен», где его роль исполняет Эди Гатеги.[43] Эта версия является членом Банды Справедливости Максвелла Лорда.

### Видеоигры
- Майкл Холт / Мистер Террифик появляется в качестве камео в Injustice: Gods Among Us через площадку Сторожевой башни.
- Майкл Холт / Мистер Террифик появляется в качестве призванного персонажа в Scribblenauts Unmasked: A DC Comics Adventure.[44]
- Кёртис Холт / Мистер Террифик появляется в качестве игрового персонажа в Lego DC Super-Villains в дополнении «DC TV Super-Heroes».

### Прочее
- Майкл Холт появляется в 11-м сезоне «Тайн Смолвиля»: Chaos #3. Эта версия является миллиардером, генеральным директором HoltCorp и партнёром Брюса Уэйна и Теда Корда.[45]
- Майкл Холт / Мистер Террифик появляется в минисерии-кроссовере DC X Sonic the Hedgehog.[46]

### Товары
- Майкл Холт / Мистер Террифик получил фигурку в линейке DC Universe Classics.
- Майкл Холт / Мистер Террифик получил фигурку в эксклюзивной для Target линейке «Justice League Unlimited».